# November Rain
Singles de Guns N' Roses
Live and Let Die
(1991) Knockin' on Heaven's Door
(1992)
Pistes de Use Your Illusion I
Double Talkin' Jive The Garden
November Rain est une chanson du groupe Guns N' Roses, écrite par le chanteur principal du groupe Axl Rose et figurant sur l'album Use Your Illusion I sorti en 1991. Le clip de cette chanson est sorti en 1992 et a remporté un MTV Video Music Award. La chanson est l'un des titres les plus longs mais également l'un des plus connus des Guns N' Roses.

## La chanson
November Rain apparaît dans l'album Use Your Illusion I. C'est une power ballad avec un fond orchestral. C'est le deuxième morceau le plus long de l'album, le plus long étant Coma qui dure plus de 10 minutes. Son ton symphonique distinct amène à un solo de guitare joué par Slash,.
À la radio, November Rain est parfois diffusée dans une version écourtée (à approximativement six minutes), mais beaucoup de stations « rock » diffusent la version complète.

## Récompenses
November rain est la chanson la plus longue à avoir fait son apparition dans le top 10 du Billboard Hot 100. La chanson a atteint la 3e place du classement, devenant ainsi le sixième et dernier hit du groupe dans le Top 10 ainsi que le huitième et dernier hit en top 40 à ce jour.
November Rain a été nommée numéro un dans le classement Rock 1000 2006, un décompte annuel des 1000 plus grandes chansons de rock par des auditeurs de Nouvelle-Zélande.
November Rain a été élu sixième meilleur solo de guitare de tous les temps par les lecteurs de Guitar World, avant One de Metallica.
Le clip de November Rain remporte le MTV Video Music Award de la meilleure photographie en 1992.

## Historique
Selon Tracii Guns, ancien guitariste et membre fondateur de Guns N' Roses, Axl Rose a travaillé sur la chanson depuis au moins 1983. Dans un entretien, Tracii Guns déclare à propos de November Rain :

« À l'époque où on faisait cet EP avec L.A. Guns, genre en 1983 ?, il jouait déjà November Rain — elle s'appelait déjà November Rain — au piano, tu sais. C'était la seule chose qu'il savait jouer, mais c'était son truc. Il disait : « Un jour cette chanson va vraiment devenir cool. » Et je disais : “Elle est déjà cool.” “Mais elle n'est pas finie”, c'est ce qu'il disait à chaque fois. Et à chaque fois qu'on était dans un hôtel ou ailleurs, et qu'il y avait un piano, il jouait cette chanson. Je lui disais : “Quand est-ce que tu vas la terminer ?”, et il répondait : “Je ne sais pas quoi en faire.” »

En 1985, Waggle Records (PTY) Ltd. sort en Australie un LP d'un concert non-identifié comprenant une version acoustique de la chanson, intitulé November Rain/In Concert and Beyond. Cette pré-version du morceau est jouée en acoustique avec une guitare, Axl Rose au chant, et un chœur en fond, comme dans la version de l'album Use Your Illusion,  mais sans comprendre le solo guitare de la fin. Cette version live dure approximativement 4 minutes 43.
Slash cite dans son autobiographie qu'une longue version de dix-huit minutes de November Rain a été enregistrée à l'occasion d'une session avec le guitariste Manny Charlton (du groupe de rock Nazareth) en 1986, avant les sessions d'enregistrement pour Appetite for Destruction. 
Selon une histoire racontée au public durant la tournée Chinese Democracy de 2006, aucun autre membre du groupe ne désirait participer à la production de cette chanson (ou de l'autre importante power ballad qu'est Estranged). Slash et Duff McKagan étaient particulièrement opposés à la tendance aux ballades symphoniques, et avaient l'impression que leur préférence pour des titres plus directement rock était volontairement ignorée par Axl Rose. Celui-ci les aurait cependant convaincus lors de discussions au Can-Am studio (où une partie de l'album est enregistrée et mixée). Slash aborde spécifiquement la question de ces désaccords musicaux dans son autobiographie.
Slash a déclaré que le solo qu'il joue dans la version album de la chanson (sans préciser lequel) est le même que celui qu'il a improvisé lorsqu'il a entendu la chanson pour la première fois.
En 2022, pour la réédition des deux albums Use for Illusion, la chanson est retravaillée avec un nouvel orchestre et un nouveau mixage réalisée par Steven Wilson.

## Clip vidéo
L'histoire tragique racontée par le clip de la chanson n'est pas directement reliée au sens des paroles de la chanson, qui évoquent la capacité à surmonter les moments difficiles dans une relation amoureuse. La vidéo montre Axl Rose et sa petite amie d'alors, Stephanie Seymour, devant un prêtre qui les marie, en alternance avec des passages de performance en live dans une salle de spectacle. À la fin du clip, la pluie ravage le mariage, qui se transforme alors progressivement en enterrement de la mariée, cette dernière ayant commis un suicide.
Ce clip est remarquable par son budget (près de 1,5 million de $) et la qualité de sa réalisation. Il est dirigé par Andy Morahan et filmé par Mike Southon. Le clip se focalise particulièrement sur le guitariste Slash, notamment dans une séquence filmée par hélicoptère où la caméra tourne autour de lui tandis qu'il joue le premier solo de guitare (sur une guitare électrique dépourvue de câble), et lorsqu'il joue le troisième solo de guitare debout sur le piano de concert d'Axl Rose. Le clip de November Rain utilise la version longue de la chanson. Pour le tournage des scènes orchestrales, qui s'est prolongé tard dans la nuit, le groupe a loué l'Orpheum Theatre à Los Angeles. La vidéo officielle du clip a dépassé le milliard de vues sur Youtube courant 2018 et les 2 milliards courant 2023.
Pour les scènes en extérieur où Slash joue le premier solo de guitare, Axl Rose avait à l'origine envisagé qu'elles soient tournées dans un champ. Cependant, comme le clip a été tourné en hiver, il n'y avait pas de beaux champs aux environs, et le groupe a finalement décidé d'utiliser une église au Nouveau-Mexique. Par pure coïncidence, il s'agit de la même église que celle que l'on voit dans le film Silverado.
Le prêtre dans le clip, un Italien appelé Gianantonio, est un ami d'Axl Rose. L'église utilisée pour les scènes d'intérieur est celle où ce prêtre avait effectué certains de ses derniers services huit ans avant le tournage du clip, ce que le groupe ignorait.
Les clips November Rain, Don't Cry et Estranged forment une sorte de trilogie. Bien que cela n'ait jamais été confirmé par le groupe, Del James et Axl Rose ont tenu des propos qui allaient en ce sens,. Des ressemblances dans la production, le style et les intrigues semblent indiquer une telle volonté. 
Comme l'indique la fin du clip, celui-ci s'inspire de la nouvelle Without You de Del James (en), qui se trouve dans le livre de James intitulé The Language of Fear, paru en 1995. Elle raconte la déchéance d'une ancienne rock star, qui se remémore divers épisodes d'une relation amoureuse se terminant par le suicide de la femme avec une arme. Dans la nouvelle, le couple n'est cependant jamais présenté comme marié.

## Certifications
| Pays                    | Certification | Unités certifiées |
| ----------------------- | ------------- | ----------------- |
| Allemagne (BVMI)        | Or            | 250 000           |
| Australie (ARIA)        | 4 × Platine   | 280 000           |
| Danemark (IFPI)         | Or            | 45 000            |
| États-Unis (RIAA)       | Or            | 500 000           |
| Italie (FIMI)           | Platine       | 50 000            |
| Nouvelle-Zélande (RMNZ) | Platine       | 10 000            |
| Pays-Bas (NVPI)         | Or            | 50 000            |
| Royaume-Uni (BPI)       | Platine       | 600 000           |